# Antonio Grecco
Antonio Grecco (ur. 1923) – boliwijski piłkarz, reprezentant kraju. Podczas kariery piłkarskiej występował na pozycji pomocnika.

## Kariera piłkarska
Podczas kariery piłkarskiej Antonio Grecco występował w klubie Litoral La Paz. 

## Kariera reprezentacyjna
Antonio Grecco występował w reprezentacji Boliwii w latach pięćdziesiątych. 
W 1950 wziął udział w mistrzostwach świata, gdzie wystąpił w jedynym meczu Boliwii z Urugwajem.